# Rau sộp
Rau sộp hay còn gọi da đậu (danh pháp khoa học: Ficus pisocarpa) là một loài thực vật có hoa trong họ Moraceae. Loài này được Blume mô tả khoa học đầu tiên năm 1825.